# Ville de Boroondara
 (décembre 2024).
Si vous disposez d'ouvrages ou d'articles de référence ou si vous connaissez des sites web de qualité traitant du thème abordé ici, merci de compléter l'article en donnant les références utiles à sa vérifiabilité et en les liant à la section « Notes et références ».

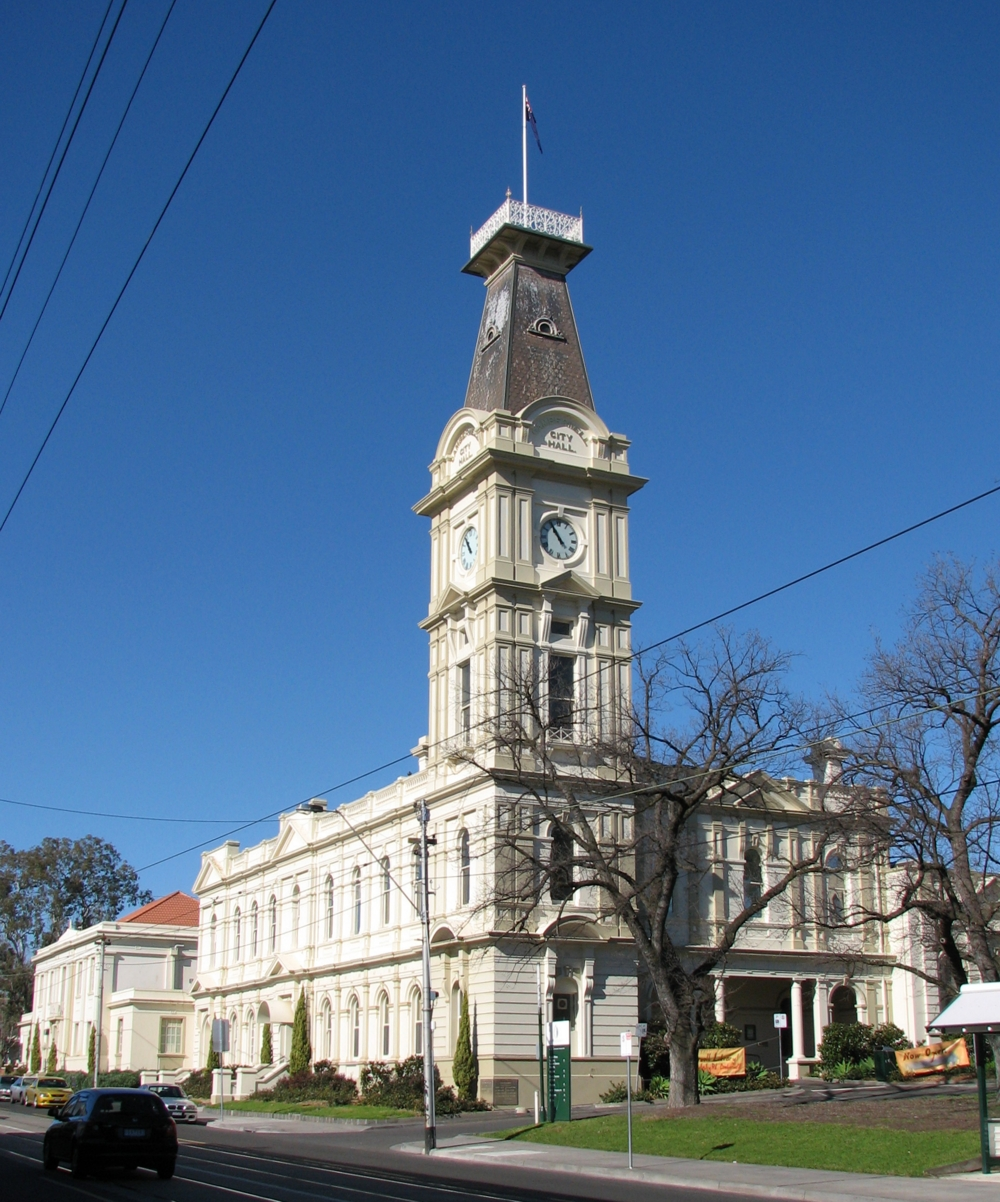
La mairie de Boroondara.

La Ville de Boroondara (City of Boroondara) est une zone d'administration locale dans les faubourgs est de Melbourne au Victoria en Australie.
Avant l'arrivée des européens, la région était occupée par les Wurundjeri, aborigènes de la nation Kulin.
En 1837, John Gardiner (qui a donné son nom à la Gardiners Creek) et sa famille furent les premiers Européens à s'établir sur le site.
Robert Hoddle cadastra la région en 1837 et l'appela "paroisse de Boroondara". Comme la zone est fortement boisée, il lui donna un nom de la langue Woiwurrung (parlé par les Wurundjeri), qui signifie «le terrain où l'ombre est épaisse".
Le premier organisme de gouvernement local fut le Boroondara District Road Board, créé le 11 juillet 1854 et intégrant les domaines qui devaient devenir la ville de Hawthorn, la ville de Kew et la ville de Camberwell. Hawthorn et  Kew sont devenues municipalités en 1860 et le reste de la zone est devenu le comté de Boroondara le 17 novembre 1871, qui devint plus tard la ville de Camberwell. Les trois Villes ont été fusionnées le 15 décembre 1994 pour créer la ville de Boroondara.